# NGC 4252
NGC 4252 é uma galáxia espiral (Sb) localizada na direcção da constelação de Virgo. Possui uma declinação de +05° 33' 36" e uma ascensão recta de 12 horas, 18 minutos e 30,9 segundos.
A galáxia NGC 4252 foi descoberta em 26 de Maio de 1864 por Albert Marth.